# لابل (فلوریدا)
لابل (به انگلیسی: LaBelle) شهری در شهرستان هندری ایالت فلوریدا است که در سال ۱۹۲۵ بنیان‌گذاری شده‌است. این شهر طبق سرشماری سال ۲۰۱۰ میلادی، ۴٬۶۴۰ نفر جمعیت داشته و مساحت آن نیز ۹٫۲ کیلومتر مربع است.